# Miss Guided
Miss Guided (2008) – amerykański serial telewizyjny nadawany przez stację ABC od 18 marca do 3 kwietnia 2008 roku. W Polsce nadawany był na kanale Fox Life od 26 kwietnia 2010 roku.

## Opis fabuły
Becky (Judy Greer) po kilku latach znów wraca do szkoły średniej, tym razem nie jako zakompleksiona uczennica a pewna siebie doradczyni uczniów. W szkole oprócz Becky pojawia się także nowa nauczycielka języka angielskiego - Lisa Germain (Brooke Burns), która była zmorą dla niej. Od teraz będą rywalizowały o względy nauczyciela hiszpańskiego Tima (Kristoffer Polaha).

## Obsada
- Judy Greer jako Becky Freeley
- Earl Billings jako Phil Huffy
- Brooke Burns jako Lisa Germain
- Kristoffer Polaha jako Tim O'Malley
- Chris Parnell jako Bruce Terry
- Scotch Ellis Loring jako pan Shoemaker

## Spis odcinków
| Premiera odcinka | N/o | Polski tytuł           | Angielski tytuł     |
| ---------------- | --- | ---------------------- | ------------------- |
|                  |     |                        |                     |
| SERIA PIERWSZA   |     |                        |                     |
|                  |     |                        |                     |
| 26.04.2010       | 01  | Powrót na stare śmieci | Homecoming          |
|                  |     |                        |                     |
| 03.05.2010       | 02  | Lista                  | The List            |
|                  |     |                        |                     |
| 10.05.2010       | 03  | Przystojny zastępca    | Hot Sub             |
|                  |     |                        |                     |
| 17.05.2010       | 04  | Impreza jubileuszowa   | Pool Party          |
|                  |     |                        |                     |
| 24.05.2010       | 05  | Buntownik z wyboru     | Rebel Yell          |
|                  |     |                        |                     |
| 31.05.2010       | 06  | High School Musical    | High School Musical |
|                  |     |                        |                     |
| 07.06.2010       | 07  | Nieprzyjaciele         | Frenemies           |
|                  |     |                        |                     |

## Nagrody i nominacje
Teen Choice Awards 2008
- nominacja: ulubiony przełomowy program telewizyjny